# تاريخ بولندا (1989 حتى الآن)

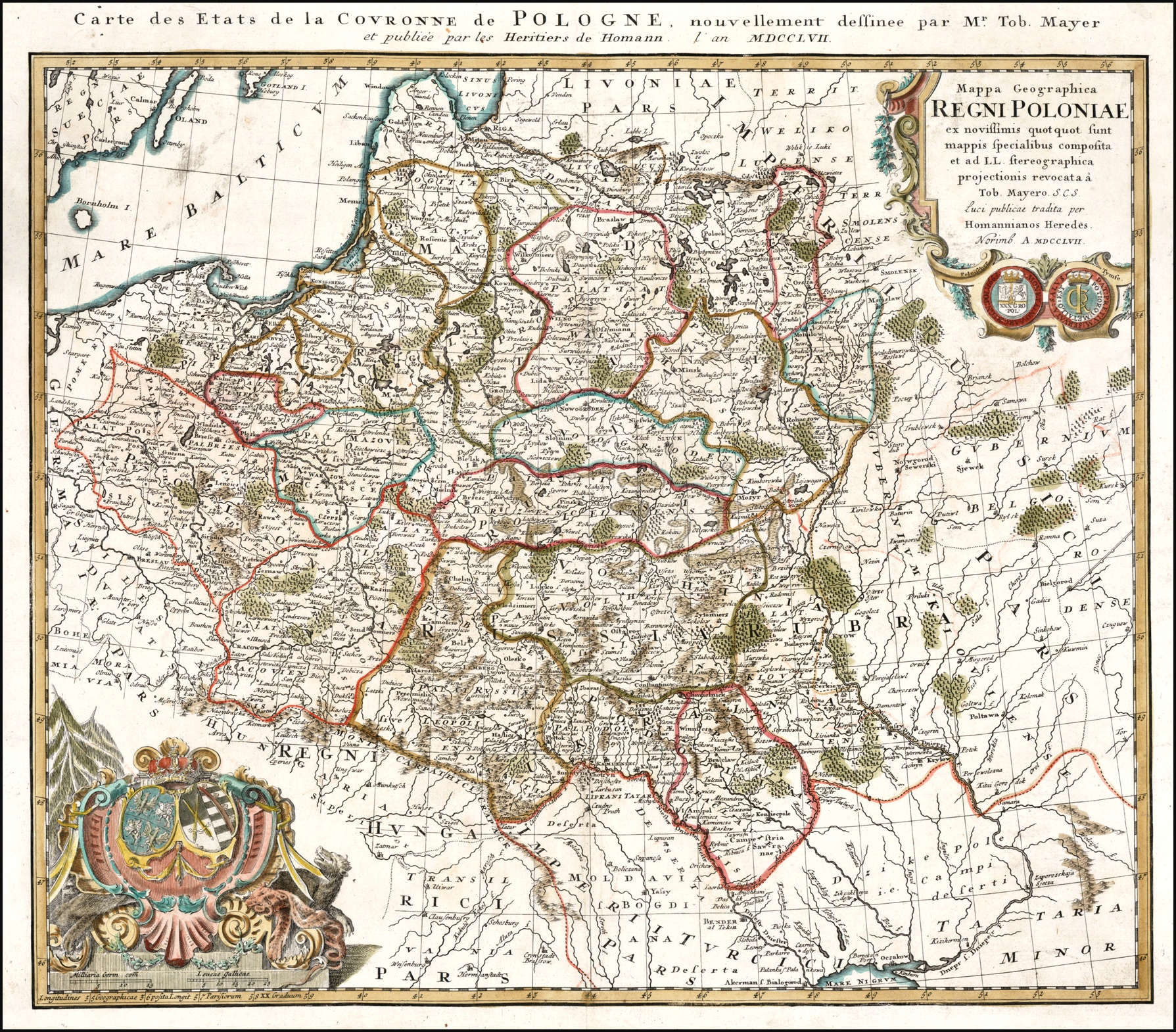

انخرطت بولندا بين عامي 1989-1991 في عملية انتقال ديمقراطي، والتي وضعت حدًا للجمهورية البولندية الشعبية وأدت إلى تأسيس حكومة ديمقراطية، تعرف باسم الجمهورية البولندية الثالثة (بعد الجمهوريتين الأولى والثانية البولندية). بعد عشر سنوات من الاندماج الديمقراطي، انضمت بولندا إلى حلف الناتو في عام 1999 والاتحاد الأوروبي في عام 2004.

## الخلفية
تصاعد التوتر بين الشعب البولندي وحكومته الشيوعية، كما هو الحال في بقية الكتلة الشرقية بالتوازي مع تلاشي تأثير الاتحاد السوفييتي. ظهرت الفرصة لتغيير نظام الحكم أخيرًا، خصيصًا مع بروز حركة البيريسترويكا السياسية في الاتحاد السوفييتي بقيادة ميخائيل غورباتشوف، وفرض الجنرال ياروزيلسكي فترة من تطبيق القانون العسكري (1981-1983).
ثبت أن المخاوف المتعلقة باندلاع ثورة دموية نتيجة تحول السلطة من نظام الحزب الواحد المركزي لديمقراطية متعددة الأحزاب لا أساس لها من الصحة، بسبب وجود الإصلاحيين ذوي التفكير السلمي على كلا الجانبين -الحزب الشيوعي والمعارضة الديمقراطية- والتزامهم بالحل السلمي.

## اتفاق الطاولة المستديرة والانتقال الديمقراطي
أدى عجز الحكومة عن الحد من التدهور الاقتصادي في بولندا إلى موجات من الإضراب في جميع أنحاء البلاد في أبريل ومايو وأغسطس من عام 1988. في محاولة للسيطرة على الوضع، قدمت الحكومة اعترافًا فعليًا بحركة التضامن (اتحاد نقابة العمال)، إذ بدأ وزير الداخلية تشيزوا كيسكزاك محادثات مع زعيم الحركة ليخ فاونسا في 31 أغسطس. انهارت هذه المحادثات في أكتوبر، وبدأت بعدها سلسلة جديدة من المفاوضات، باسم مناقشات «الطاولة المستديرة»، في فبراير 1989. أسفرت هذه المحادثات عن اتفاق في شهر أبريل يفضي بإجراء انتخابات برلمانية مفتوحة جزئيًا. أدت انتخابات حزيران (يونيو) إلى تشكيل مجلس النواب البولندي «سيم»، إذ ذهب ثلث المقاعد للشيوعيين وثلث آخر إلى الحزبين الشريكين حينها في التحالف. انتخب الثلث المتبقي من المقاعد في مجلس النواب ومجلس الشيوخ بشكل حر؛ وكان معظمهم من المرشحين المدعومين من حركة التضامن. أدى فشل الشيوعيين في صناديق الاقتراع إلى أزمة سياسية ما دفع اتفاقية الطاولة المستديرة إلى تأييد فكرة تعيين رئيس شيوعي، وفي 19 يوليو انتخبت الجمعية الوطنية، مدعومة من عدد من نواب حركة التضامن، الجنرال فويتشخ ياروزلسكي لتولي المنصب الرئاسي. على أي حال، فشلت محاولتان من قبل الشيوعيين لتشكيل الحكومة.
في 19 أغسطس، طلب الرئيس ياروزلسكي من الصحفي/ ناشط في حركة التضامن تاديوس مازوفيتسكي تشكيل الحكومة؛ في 12 سبتمبر، وافق مجلس النواب على التشكيلة الحكومية المقترحة من رئيس الوزراء مازوفيتسكي، إذ تحقق ولأول مرة منذ أكثر من 40 عامًا وجود حكومة بولندية بقيادة غير شيوعية.
في ديسمبر 1989، وافق مجلس النواب على برنامج الإصلاح الحكومي لتحويل الاقتصاد البولندي بسرعة من اقتصاد التخطيط المركزي إلى السوق الحر، وتعديل الدستور بهدف إلغاء ما يدل على «الدور القيادي» للحزب الشيوعي، وإعادة تسمية البلاد باسم «جمهورية بولندا». حلّ حزب العمال البولندي الموحد الشيوعي نفسه في يناير عام 1990، إذ أنشأ عوضًا عنه حزبًا جديدًا باسم «الديمقراطية الاجتماعية لجمهورية بولندا». سُلمت معظم ممتلكات الحزب الشيوعي السابق إلى الدولة.
تميزت انتخابات مايو 1990 المحلية بالحرية الكاملة. فاز المرشحون المدعومون من قبل اللجان المدنية التابعة لحركة التضامن بمعظم الانتخابات التي خاضوها، على الرغم من أن إقبال الناخبين لم يتجاوز 40%. عُدل تشكيل مجلس الوزراء في يوليو 1990؛ إذ تضمنت قائمة الوزراء المستبدلين كلًّا من وزير الدفاع الوطني ووزير الداخلية (الذين اعتبروا من بقايا الحكومة الشيوعية السابقة).
في أكتوبر 1990، عُدل الدستور لتقليص فترة ولاية الرئيس ياروزلسكي. في ديسمبر، أصبح ليخ فاونسا أول رئيس منتخب شعبيا في بولندا.

## رئاسة فاونسا (1990-1995)
في أوائل التسعينيات، أحرزت بولندا تقدمًا كبيرًا نحو تحقيق حكومة ديمقراطية بالكامل وإنشاء اقتصاد حر. في نوفمبر 1990، انتخب ليخ فاونسا رئيسًا لمدة 5 سنوات. شكل جان كرزيستوف بيليكي، بناءً على طلب فاونسا، الحكومة وعُين رئيسًا للوزراء حتى أكتوبر 1991، إذ أدخل الأسعار العالمية وساهم بشكل كبير في توسيع نطاق القطاع الخاص.
أجريت أول انتخابات برلمانية حرة في بولندا في عام 1991 بمشاركة أكثر من 100 حزب تابع لمختلف التوجهات السياسية. لم يحصل أي حزب على أكثر من 13% من إجمالي الأصوات. اعتبرت حكومة رئيس الوزراء جان كرزيستوف بيليكي أول حكومة بولندية حرة وديموقراطية بالكامل منذ عام 1926. وحظيت هذه الحكومة بدعم من الإخوة كاتشينسكي. عينت هانا سوشوكا بدلًا من أولزوفسكي كأول امرأة تشغل منصب رئاسة وزراء بولندا في عام 1992، على إثر مطالبة يانوش كوروين ميكي بالكشف عن هوية أعضاء مجلس النواب الذين تعاونوا مع الشرطة السرية الشيوعية. بعد الانطلاقة الصعبة، شهد عام 1993 المجموعة الثانية من الانتخابات، ومرور أول فترة ولاية برلمانية كاملة. حصل تحالف اليسار الديمقراطي على أكبر نصيب من الأصوات في تلك الانتخابات. وفي عام 1993 أيضًا، خرجت أخيرًا مجموعة القوات الشمالية السوفييتية من بولندا.
بعد الانتخابات، شكل تحالف اليسار الديمقراطي وحزب الشعب البولندي حكومة ائتلافية. أصبح فالديمار بولاك، زعيم الشريك الأصغر (حزب الشعب البولندي)، رئيسًا للوزراء. ظلت العلاقات بين الرئيس فاونسا ورئيس الوزراء سيئة طوال فترة حكومة باولاك، إذ وجه الرئيس أصابع التهام نحو بولاك متهمًا إياه بتعزيز المصالح الشخصية والحزبية مع إهمال المسائل التي تهم الدولة. بعد عدد من الفضائح التي ورطت باولاك وزادت من حدة التوتر السياسي حول سلطة القوات المسلحة، طالب فاونسا باستقالة بولاك في يناير عام 1995 ما أسفر عن أزمة انتهت بإزاحة التحالف لبولاك عن منصبه واستبداله بزعيم تحالف اليسار الديمقراطي جوزيف أوليكسي كرئيس جديد للوزراء.

## رئاسة ليخ كاتشينسكي (2005-2010)

### حكومة دونالد تاسك (2007-2014)
حصل حزب المنصة المدنية، حزب المعارضة الأكبر في بولندا، على أكثر من 41% من الأصوات الشعبية في الانتخابات البرلمانية في أكتوبر 2007. على الرغم من تحسن نسبة الناخبين من حزب العدالة والتنمية من عام 2005، لكن هذا التحسن لم يكن كافيًا لإعادة انتخابه، في حين استبعد كل من حزب ساموبرونا واتحاد الأسر البولندية، ما أدى لخسارتهم جميع ممثليهم، ليجمعوا بالنهاية ما يزيد قليلًا عن 1% من الأصوات. شرع حزب المنصة المدنية في تشكيل ائتلاف حاكم يضم الأغلبية بالتعاون مع حزب الشعب البولندي، تحت قيادة زعيم حزب المنصة المدنية، دونالد تاسك، الذي تولى منصب رئيس الوزراء في نوفمبر 2007.
في 14 أغسطس من عام 2008، وافقت الولايات المتحدة وبولندا على وضع 10 صواريخ اعتراضية دفاعية -من صنع شركة أوربيتال ساينسز- في بولندا على مرحلتين، كجزء من عملية إنشاء درع صاروخي للدفاع عن أوروبا والولايات المتحدة من هجوم صاروخي محتمل من قبل إيران. في المقابل، وافقت الولايات المتحدة على نقل بطارية من صواريخ باتريوت إم آي إم104- إلى بولندا، مع تزويد بطارية الصاروخ -مؤقتًا على الأقل- بطاقم عسكري أمريكي. وتعهدت الولايات المتحدة بالدفاع عن بولندا -عضو في الناتو- بشكل أسرع حتى من حلف الناتو في حال تعرضها لهجوم. بعد الإعلان عن الاتفاق، أصدر المسؤولون الروس -الذين رأوا في الدرع الصاروخي تهديدًا- بيانًا يهدد بولندا بشكل غير مباشر، مشيرين إلى أن نظام الدفاع الصاروخي سيضر كثيرًا بالعلاقات الأمريكية-الروسية المستقبلية.
هددت روسيا في ما بعد بالهجوم النووي ضد «الأصول الأمريكية الجديدة في أوروبا»، في إشارة إلى بولندا. تعهدت الولايات المتحدة بدعم وارسو في حالة الاعتداءات الروسية على بولندا.